# Rajania nipensis
Rajania nipensis là một loài thực vật có hoa trong họ Dioscoreaceae. Loài này được R.A.Howard miêu tả khoa học đầu tiên năm 1947.